# Acide bêta-hydroxybutyrique
L’acide β-hydroxybutyrique, appelé β-hydroxybutyrate sous sa forme ionisée, est un composé chimique de formule H3C–CHOH–CH2–COOH.
L'énantiomère D(–)-3-hydroxybutyrate est le corps cétonique le plus abondant. Il provient de l'acétoacétate ayant subi une hydrogénation réversible par la D(–)-3-hydroxybutyrate déshydrogénase. Il n'est pas détecté dans l'urine, contrairement à l'acétoacétate.